# Howard K. Stern
Pour les articles homonymes, voir Stern.
Howard Kevin Stern (né le 29 novembre 1968 à Los Angeles) est un avocat américain.

## Biographie
Stern est né dans une famille juive et grandit à Los Angeles. Il obtient un Bachelor of Arts (BA) à l'université de Californie à Berkeley en 1990 et son diplôme de juris doctor (JD) de l'université de Californie à Los Angeles. Il est admis au barreau de l'État de Californie le 25 février 1994.
Il est le concubin, l'avocat et l'agent du mannequin Anna Nicole Smith. Il est connu comme co-vedette de la série de télé-réalité The Anna Nicole Show. Il travaille actuellement au bureau de l'aide juridique de Los Angeles.
Il vit en Californie.